# Wojciech Matuszak
Wojciech Matuszak (ur. 27 stycznia 1995) – polski piłkarz ręczny, prawy rozgrywający, od 2018 zawodnik Pogoni Szczecin.
Wychowanek Spartakusa Zielona Góra, następnie uczeń i zawodnik SMS-u Gdańsk, w którego barwach występował w I lidze. W sezonie 2014/2015 był zawodnikiem AZS-u Uniwersytetu Zielonogórskiego, dla którego rozegrał 26 meczów i zdobył 85 goli. W latach 2015–2017 występował w Spójni Gdynia (49 spotkań i 98 bramek).
W sierpniu 2017 został zawodnikiem Górnika Zabrze. W Superlidze zadebiutował 23 września 2017 w meczu z Pogonią Szczecin (30:20), w którym zdobył jednego gola. W Górniku był początkowo zmiennikiem Holendra Iso Sluijtersa, lecz gdy do zespołu dołączył Ignacy Bąk, Matuszak stał się dopiero trzecim wyborem na swojej pozycji. Z tego względu, po rozegraniu w Superlidze sześciu meczów w barwach zabrzan, w lutym 2018 przeszedł do Pogoni Szczecin. W drugiej części sezonu 2017/2018 rozegrał w niej 11 spotkań i zdobył 14 goli. W sezonie 2018/2019 wystąpił w 35 meczach, w których rzucił 40 bramek.